# Lucrezia Donati
Lucrezia Donati (Florencia, Italia, 1447-ibídem, 1501) fue una noble italiana que vivió en el siglo XV siendo amante de Lorenzo de Médici.

## Biografía
Lucrezia fue hija de Manno Donati y de Caterina Bardi, una dama florentina perteneciente a una familia de rama extinta, siendo la última descendencia de la misma. Desde 1461 fue amante de Lorenzo el Magnífico, un amor platónico que estaba en boga en aquel momento, aunque, por temas de Estado, Lorenzo se casó con la noble italiana Clarice Orsini, de la que sí tuvo descendencia. En 1486 Lorenzo le escribió el poema Corinto.
Lucrezia se casó con el comerciante florentino Niccolò Ardighelli, que murió exiliado en 1496.

## Cultura actual
La actriz Laura Haddock interpreta a Lucrezia Donati en la serie de televisión Da Vinci's Demons.